# Здислав Моравски
Здислав (Зджѝслав) Мора̀вски (на полски: Zdzisław Morawski) е полски журналист и писател на произведения в жанра политически очерк.

## Биография и творчество
Здислав Тадеуш Моравски е роден на 11 януари 1927 г. в Мала Веш, Полша, в семейството на Тадеуш Моравски и Юлия Любомирска. Има брат – Кажимеж Моравски. По време на Втората световна война като юноша е войник на Армия Крайова. През 1949 г. завършва право във Варшавския университет.
От 1948 г. работи към Полската агенция на пресата, първоначално като репортер, а след това като чуждестранен кореспондент. В периода 1966 – 1968 г. е в Алжир, а в периодите 1968 – 1974 г., 1979 – 1981 г. и 1986 – 1990 г. е във Ватикана. От 1960 г. е член на Полската обединена работническа партия. В периода 1981 – 1986 г. е главен редактор на ежедневника „Życie Warszawy“. През периода 1984 – 1986 г. е президент на Главния съвет на Полско-италианската асоциация за приятелство. Пенсионира се през 1990 г.
Първата му книга „Ватиканът отдалеч и отблизо“ е издадена през 1978 г.
Награден е с отличието командорски кръст на Ордена на Възраждане на Полша.
През 1953 г. се жени за Янина Домашевска. Имат две дъщери – Ева и Анна.
Здислав Моравски умира на 7 юни 2005 г. във Варшава.

## Произведения
- Watykan z daleka i bliska (1978)
Ватиканът отдалеч и отблизо, изд.: „Наука и изкуство“, София (1985), прев. Уляна Трайкова, Елена Паспаланова
- Watykan bez tajemnic (1987)
- Gdzie ten dom, gdzie ten świat (1993) – мемоари